# لیتوانی در المپیک تابستانی ۲۰۲۴
کاروان المپیکی لیتوانی، یکی از کاروان‌های شرکت‌کننده در [[بازی‌های المپیک تابستانی ۲۰۲۴ بود که از ۲۶ ژوئیه تا ۱۱ اوت ۲۰۲۴ (۵ تا ۲۱ امرداد ۱۴۰۳ خورشیدی) به میزبانی پاریس، پایتخت فرانسه برگزار شد. این حضور، یازدهمین حضور لیتوانیایی‌ها در دوران پساشوروی در طول تاریخ بود.
کاروان لیتوانی این دوره از بازی‌ها را با ۴ مدال (۲ نقره و ۲ برنز) ترک کرد و برای پنجمین دوره در طول حضورهای المپیکی‌اش، از کسب مدال طلا بازماند. لیتوانی با این نتیجه کسب شده، به تنهایی در رتبهٔ هفتادم رتبه‌بندی کلی المپیک ایستاد.

## مدال‌آوران
| مدال | ورزشکار                                                          | ورزش        | ماده                 | تاریخ |
| ---- | ---------------------------------------------------------------- | ----------- | -------------------- | ----- |
| نقره | میکولاس آلکنا                                                    | دو و میدانی | پرتاب دیسک مردان     | ۷ اوت |
| نقره | دومینیکا بانویچ                                                  | رقص بریک    | بریک دخترا           | ۹ اوت |
| برنز | ویکتوریا سنکوته                                                  | روئینگ      | انفرادی دو پارو زنان | ۳ اوت |
| برنز | اوالداس ژیاوگیس گینتاوتاس ماتولیس آورلیوس پوکلیس شاروناس وینگلیس | بسکتبال     | سه‌نفره مردان         | ۵ اوت |

| مدال براساس ورزش | مدال براساس ورزش | مدال براساس ورزش | مدال براساس ورزش | مدال براساس ورزش |
| ---------------- | ---------------- | ---------------- | ---------------- | ---------------- |
| ورزش             | Gold             | Silver           | Bronze           | مجموع            |
| دو و میدانی      | ۰                | ۱                | ۰                | ۱                |
| رقص بریک         | ۰                | ۱                | ۰                | ۱                |
| بسکتبال          | ۰                | ۰                | ۱                | ۱                |
| روئینگ           | ۰                | ۰                | ۱                | ۱                |
| کل               | ۰                | ۲                | ۲                | ۴                |

| مدال براساس جنسیت | مدال براساس جنسیت | مدال براساس جنسیت | مدال براساس جنسیت | مدال براساس جنسیت |
| ----------------- | ----------------- | ----------------- | ----------------- | ----------------- |
| جنسیت             | Gold              | Silver            | Bronze            | کل                |
| مردان             | ۰                 | ۱                 | ۱                 | ۲                 |
| زنان              | ۰                 | ۱                 | ۱                 | ۲                 |
| مختلط             | ۰                 | ۰                 | ۰                 | ۰                 |
| کل                | ۰                 | ۲                 | ۲                 | ۴                 |

| مدال براساس تاریخ | مدال براساس تاریخ | مدال براساس تاریخ | مدال براساس تاریخ | مدال براساس تاریخ | مدال براساس تاریخ |
| ----------------- | ----------------- | ----------------- | ----------------- | ----------------- | ----------------- |
| تاریخ             | Gold              | Silver            | Bronze            | کل                |                   |
| ۳ اوت             | ۰                 | ۰                 | ۱                 | ۱                 |                   |
| ۵ اوت             | ۰                 | ۰                 | ۱                 | ۱                 |                   |
| ۷ اوت             | ۰                 | ۱                 | ۰                 | ۱                 |                   |
| ۹ اوت             | ۰                 | ۱                 | ۰                 | ۱                 |                   |
| کل                | ۰                 | ۲                 | ۲                 | ۴                 |                   |

## شرکت‌کنندگان
در زیر به تفکیک، به ورزش‌هایی که کاروان لیتوانی در آن‌ها حضور داشتند، اشاره شده است.
| ورزش         | مردان | زنان | کل |
| ------------ | ----- | ---- | -- |
| تیراندازی    | ۴     | ۷    | ۱۱ |
| بسکتبال      | ۴     | ۰    | ۴  |
| رقص بریک     | ۰     | ۱    | ۱  |
| قایقرانی     | ۵     | ۰    | ۵  |
| دوچرخه‌سواری  | ۱     | ۲    | ۳  |
| سوارکاری     | ۱     | ۱    | ۲  |
| ژیمناستیک    | ۱     | ۰    | ۱  |
| پنج‌گانه مدرن | ۰     | ۲    | ۲  |
| روئینگ       | ۳     | ۵    | ۸  |
| قایقرانی     | ۱     | ۱    | ۲  |
| شنا          | ۵     | ۲    | ۷  |
| والیبال      | ۰     | ۲    | ۲  |
| کشتی         | ۲     | ۱    | ۳  |
| کل           | ۲۷    | ۲۴   | ۵۱ |